# Geomantie

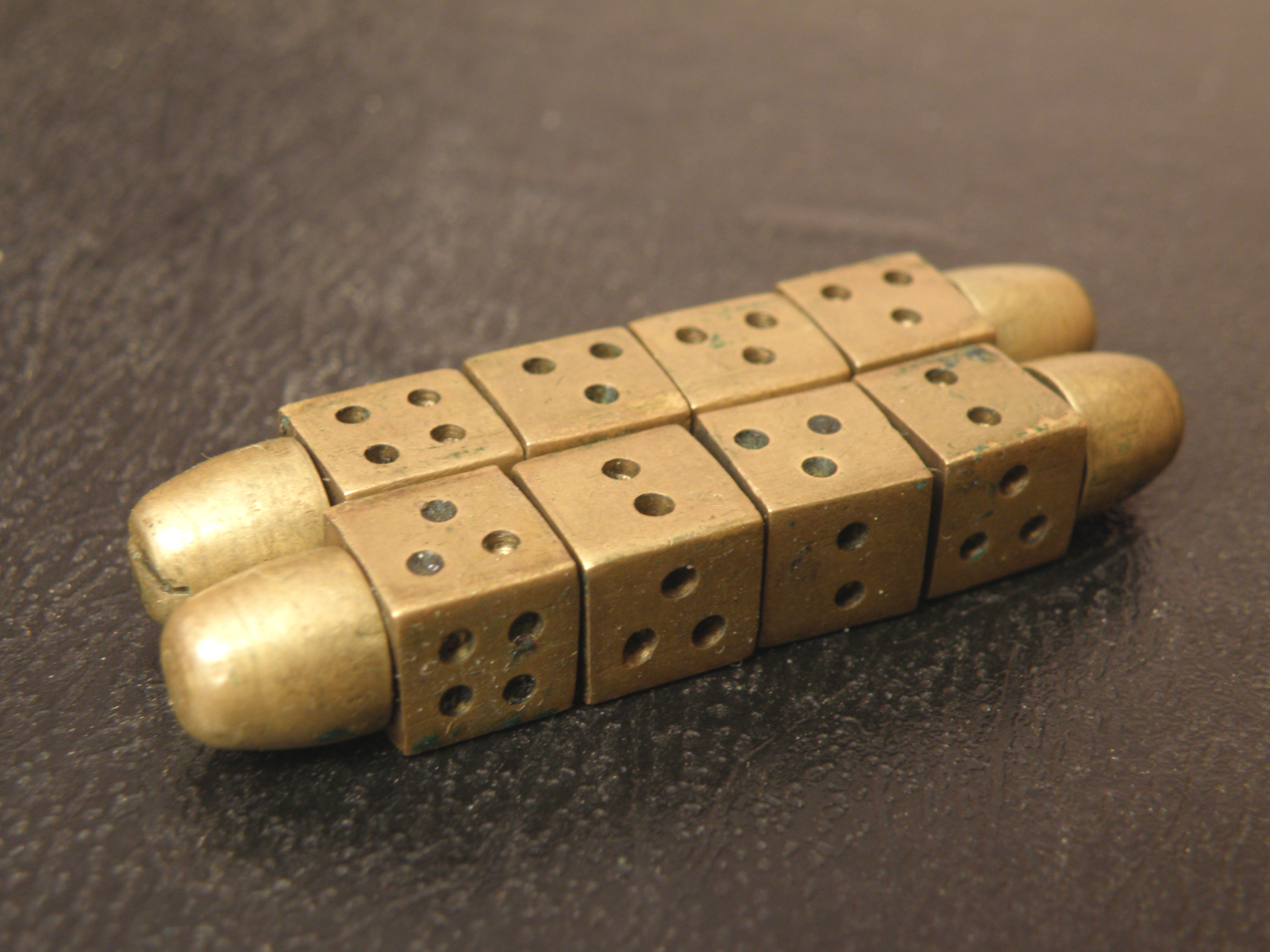
Geomantiewerkzeug

Die Geomantie oder die Geomantik (lateinisch geomantia, von griechisch γεωμαντεία aus altgriechisch γῆ ɡɛː, deutsch ‚Erde‘ und μαντεία manteía, deutsch ‚Weissagung‘, also in etwa ‚Weissagung aus der Erde‘) ist eine Form des Hellsehens, bei der Markierungen und Muster in der Erde oder in Sand, Steinen und im Boden zum Einsatz kommen. Man nimmt das arabische Nordafrika als Ursprungsort an. Im 12. Jahrhundert gelangte die Geomantie durch lateinische Übersetzungen arabischer Werke nach Westeuropa und wurde in der Zeit der Renaissance zu einer beliebten Methode der Wahrsagung. Heute ist die Geomantie im ursprünglichen Sinn in Europa fast verschwunden. Der Begriff wird heute für andere Methoden verwandt, zum Beispiel in Zusammenhang mit den sogenannten Ley-Linien, die eher dem chinesischen Feng Shui ähneln.

## Geschichte
In Europa wurde die Geomantie im 12. Jahrhundert durch lateinische Übersetzungen arabischer Texte – etwa durch Gerhard von Cremona – bekannt, so z. B. durch die Abhandlung Ars geomancie von Hugo von Santalla. Zwischen Mittelalter und Neuzeit steht eine vermutlich in Ingolstadt entstandene Geomantia des Heidelberger Codex 832. Ein weiteres bekanntes Werk ist De geomantia von Robert Fludd im Tractatus secundus. De naturae simia seu technica macrocosmi historia, Oppenheim 1618, Frankfurt 1624. Durch Araber, die an der ganzen Küste Ostafrikas Handel trieben und ihren Glauben verbreiteten, kam die Geomantie nach Madagaskar, wo sie als Sikidiy Verbreitung fand und auch heute noch betrieben wird. In Europa war die Geomantie bereits im 17. Jahrhundert umstritten. So bezeichnete der Philosoph Gottfried Wilhelm Leibniz sie 1686 in seiner Metaphysischen Abhandlung (Discours de métaphysique) als eine „lächerliche Kunst“ und zog sie als Beispiel für ein gänzlich unfruchtbares Erkenntnisinstrument heran.

## Sikidiy-Methode in Madagaskar
In Europa wurde Sikidiy nach der madagassischen Methode von dem französischen Kolonialbeamten Raymond Decary bekanntgemacht.
Eine Sikidiy-Übung beginnt mit einem Zufallsexperiment (der sogenannten Befragung des Schicksals), bei dem Samenkörner eines Fano-Baumes, einer Akazienart, verwendet werden. Unter dem Rezitieren von „Zauber“-Formeln nimmt der Wahrsager eine Handvoll Körner, deren Anzahl er nicht kennt, und legt sie als Haufen vor sich. Dann nimmt er davon immer zwei Körner weg, bis nur noch ein oder zwei Körner übrig bleiben. Diesen Vorgang wiederholt er 16-mal. Jedes Ziehungsergebnis (ein oder zwei Körner) wird in einer quadratischen Tabelle von vier mal vier Feldern abgelegt, der Muttermatrix (Renin-Tiskidy). Jede der vier Spalten (von rechts nach links) und der vier Zeilen (von oben nach unten) hat einen Namen. Spalten: bilady, fahatelo, maly, tale; Zeilen: fianahana, abily, alisay, fahavalo.
Aus der Muttermatrix werden durch Additionen acht weitere Figuren von je vier übereinander angeordneten Feldern errechnet. Diese acht Figuren werden unter der Muttermatrix angeordnet. In jedem Feld sind im Ergebnis wieder entweder ein oder zwei Körner. Die „Töchter“ werden ermittelt, indem in einer festgelegten Reihenfolge je zwei Spalten oder zwei Linien addiert werden. Die Addition erfolgt modulo zwei,
- ein Korn und ein Korn ergibt zwei Körner,
- ein Korn und zwei Körner ergeben ein Korn (von den drei Körnern werden wieder zwei Körner abgezogen wie bei der Befragung des Schicksals, es bleibt ein Korn),
- zwei Körner und zwei Körner ergeben zwei Körner (von den vier Körnern werden wieder zwei Körner abgezogen wie bei der Befragung des Schicksals, es bleiben zwei Körner).

Grundsätzlich unterscheiden die Wahrsager bei den acht Tochterfiguren, von denen jede einen Namen hat (von links nach rechts: fahasivy, ombiasy, haja, haky, asorita, saily, safary, kiba), zwischen Figuren mit einer geraden Anzahl von Körnern, den Prinzen (mpanjaka), und den Figuren mit ungerader Anzahl, den Sklaven (andevo). Jede der Prinzen-Figuren wie auch jede der Sklavenfiguren hat ebenfalls einen eigenen Namen. Prinzen: z. B. 1 1 1 1 tareky, 1 1 2 2 alsady, Sklaven: z. B. 1 1 1 2 karija, 1 1 2 1 alimizanda.
Die Regeln der Interpretation sind komplex, aber prinzipiell sind Prinzen stärkere Figuren als Sklaven. Der Ratsuchende wird von der Spalte eins (bilady) der Muttermatrix repräsentiert. Bei der Frage nach einer Krankheit würde diese Spalte 1 bilady zur Tochter haja addiert. Ist die Figur 1, die für den Ratsuchenden steht, ein Sklave, die Figur, die für die Krankheit steht, ein Prinz, dann schließt der Wahrsager daraus, dass die Krankheit schwer ist.
Darüber hinaus ist jede der 16 möglichen Sikidy-Figuren einer Himmelsrichtung zugeordnet. Dies schwankt regional etwas, aber bei den Atandroy im Süden der Insel sind z. B. die Figuren renilaza, alibiavo, karija und adalo dem Norden zugeordnet. Auch die Himmelsrichtungen spielen bei der Interpretation eine große Rolle. Eine Interpretation besagt beispielsweise, dass sich zwei Prinzen und zwei Sklaven aus der gleichen Himmelsrichtung nie schaden.
Als außergewöhnlich (toka oder into) gelten Figuren, bei denen eine Himmelsrichtung unter den 16 Tableaus nur einmal vorkommt. Manchmal streuen die Wahrsager auf ein solchermaßen ungewöhnliches Tableau ein weißes Pulver, das sie später zu einem als gefährlich geltenden Talisman verarbeiten.

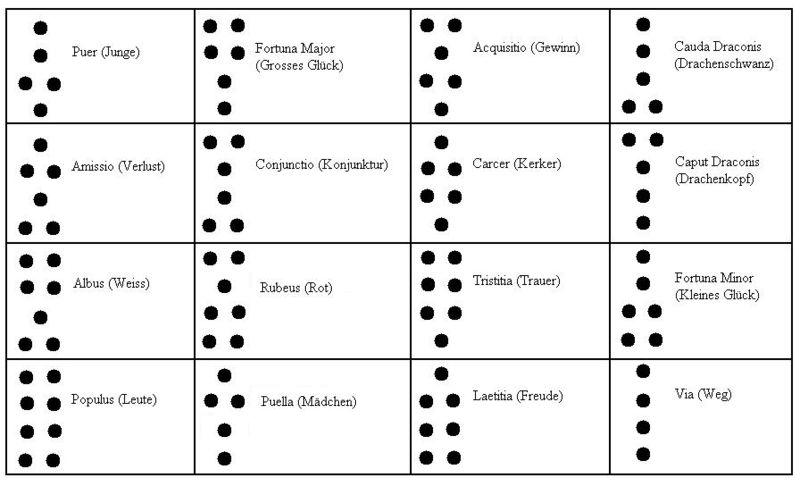
Die 16 Figuren der Geomantie

## Europäische Methode
Von Robert Fludd wurde eine Variante benutzt, deren geomantisches System aus 16 Figuren mit je vier Linien besteht, die jeweils einen oder zwei Punkte haben können. Die Figuren haben alle eine Bezeichnung, aus der ein Orakelspruch abgeleitet wurde.
Um auf das Orakel zu schlagen, wurde – entweder auf der Erde oder aber auf einem Blatt Papier – ein Raster gezeichnet, bei dem die verschiedenen Rechtecke jeweils einer Linie der Figuren entsprechen. Ohne hinzuschauen, zeichnete man nun mit einem Stock auf die Erde oder mit einem Schreibstift auf das Papier eine zufällige Anzahl von Punkten. Danach zählte man die Punkte in den jeweiligen Rechtecken, wobei eine ungerade Zahl einem Punkt bei der Figur entsprach bzw. eine gerade zwei Punkten. Für jedes Orakel brauchte man vier Figuren, aus denen man eine Weissagung herauslas.

## Heutige Verwendung des Begriffs Geomantie
Die heutige europäische Geomantie ist eine unwissenschaftliche esoterische Lehre, die sich selbst als „ganzheitliche“ Erfahrungswissenschaft versteht und versucht, die Identität eines Lebensraums, eines Orts oder einer Landschaft zu erfassen und diese durch Gestaltung, Kunst oder Raum- und Landschaftsplanung zu berücksichtigen und ihr individuellen Ausdruck zu verleihen.
Geomantie sei das Erkennen und Erspüren von guten Plätzen in Raum und Landschaft und damit die Grundlage für ein harmonisches und gesundes Wohnen und Leben. Die Aufgabe eines Geomanten bestehe darin, „baubiologisches Wissen“ mit der geomantischen Kunst zu vereinen, Räume zu gestalten, den guten Ort zu erkennen und zu erspüren und mit den Menschen in Einklang zu bringen. Damit hat sie sich von dem ursprünglichen arabischen Wahrsagesystem entfernt und ähnelt eher dem chinesischen Feng Shui.
Nach der Ansicht der modernen esoterischen Geomantie ist die ganze Erde mit globalen Gitternetzsystemen überzogen. Genannt werden diese Gitternetzsysteme „Curry-Gitter“, „Ley-Linien“, „Hartmann-Gitter“ oder „Benker-Linien“. Diesem Gitter- und Liniensystem werden „energetische“ Eigenschaften und damit biologische Wirkungen zugesprochen.
Die Vorstellungen der Geomantie zu den von ihr postulierten Energien sind wissenschaftlich nicht nachweisbar und nicht haltbar. Die doppelblind durchgeführten, gut kontrollierten Versuche zur Radiästhesie, die die verschiedensten Behauptungen prüften, sind alle negativ ausgegangen. Gitter- und Liniensysteme und deren „Energieströme“ wurden noch nie mit physikalischen Messinstrumenten nachgewiesen.